# Vernet
Vernet is een gemeente in het Franse departement Haute-Garonne (regio Occitanie). De plaats maakt deel uit van het arrondissement Muret. Vernet telde op 1 januari 2022 3.294 inwoners. 

## Geografie
De oppervlakte van Vernet bedroeg op 1 januari 2022 10,53 vierkante kilometer; de bevolkingsdichtheid was toen 312,8 inwoners per km².

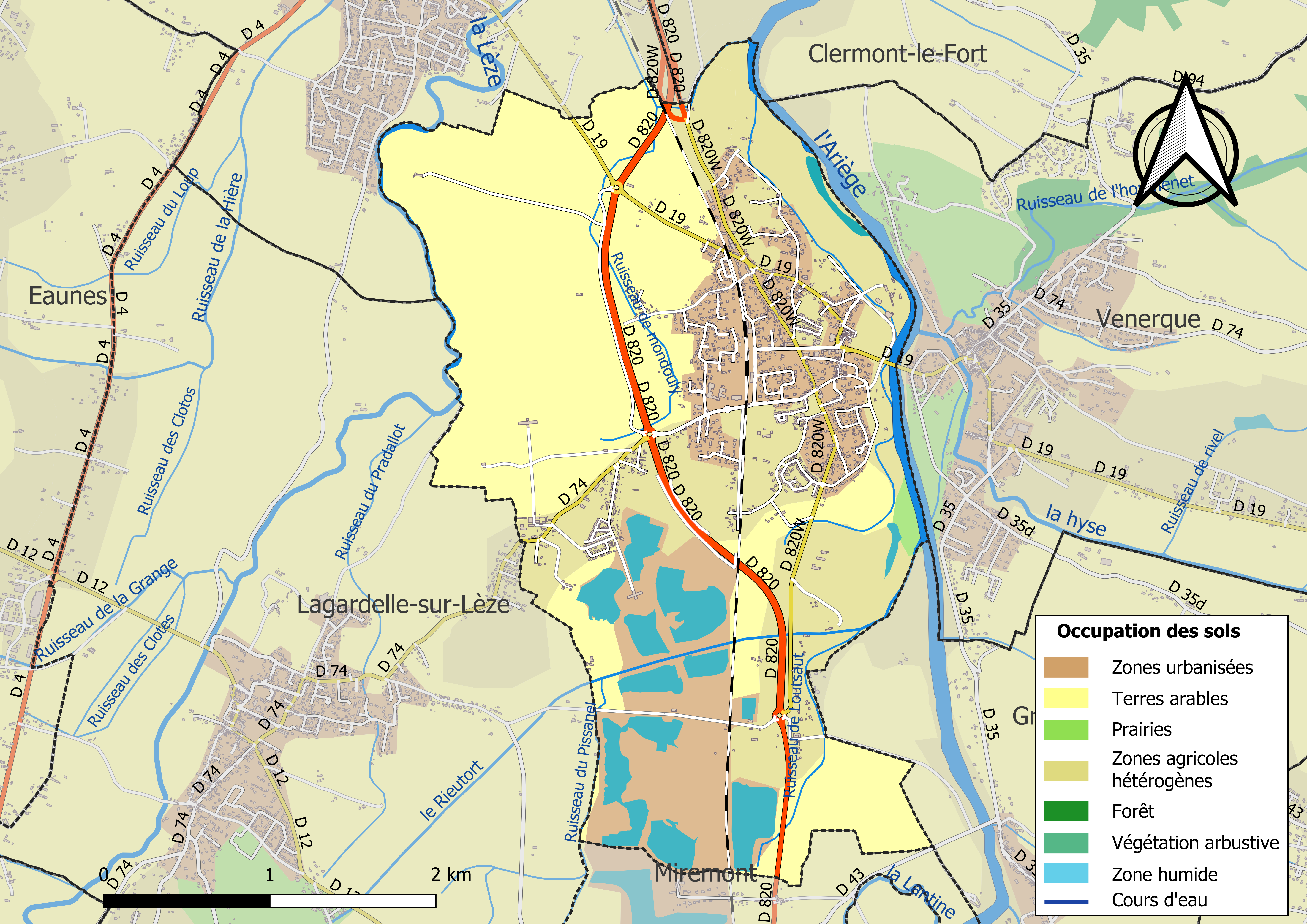
Kaart van de gemeente met belangrijkste infrastructuur, bodemgebruik en omliggende gemeenten

## Verkeer en vervoer
In de gemeente ligt spoorwegstation Venerque - Le Vernet.

## Demografie
De figuur toont het verloop van het inwonertal (bron: INSEE-tellingen).